# Phycopsis fruticulosa
Phycopsis fruticulosa är en svampdjursart som beskrevs av Carter 1883. Phycopsis fruticulosa ingår i släktet Phycopsis och familjen Axinellidae.
Artens utbredningsområde är havet kring Australien. Inga underarter finns listade i Catalogue of Life.